# Wörlitz

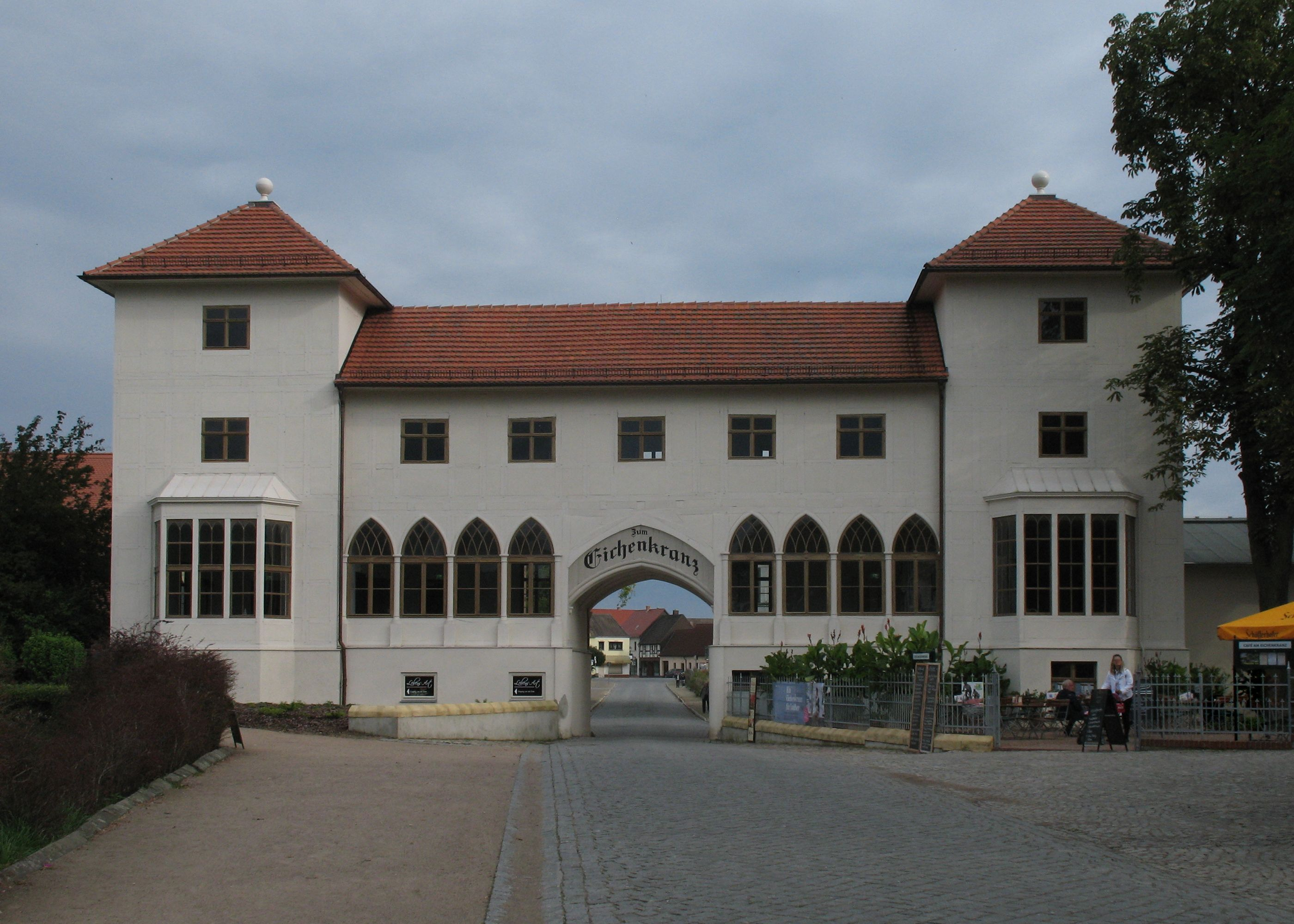
„Zum Eichenkranz"

Wörlitzⓘ là một đô thị thuộc huyện Wittenberg, bang Saxony-Anhalt, Đức.